# Gounou
Gounou est une marque de pâte à tartiner et de tablette de chocolat fabriquée à partir de cacao et d'amande de cajou du Bénin. Elle a été créée par l'entrepreneur béninois Gounou Moutawakilou.

## Histoire
La pâte à tartiner Gounou, créée par Gounou Moutawakilou, est composée de cacao et d'amande de cajou,,,,,. Les matières premières sont issues de l'agriculture béninoise,.

## Commercialisation
Elle est disponible sur le marché depuis janvier 2019. Elle peut être achetée en ligne ou dans les supermarchés locaux,,,,,,.

## Marque
Elle est par ailleurs une marque qui propose une gamme de produits comprenant de la pâte à tartiner, des tablettes et divers autres articles fabriqués à partir de cacao et de noix de cajou.

## Distinctions
- Récompense attribuée par la Fondation Tony Elumelu en 2018[3].